# Days of Thunder (datorspel)
Days of Thunder är ett NASCAR-racingspel från 1990, baserat på filmen med samma namn. Spelet släpptes till PC, NES, Game Boy, och flera andra konsoler. Spelet skapades av Argonaut Software och utgavs av Mindscape Group. 2009 släppte Freeverse en uppdaterad version av spelet till iOS.

### Fotnoter
1. 1 2  ”Days of Thunder”. NES DB. 27 februari 1990. Arkiverad från originalet den 27 april 2014. https://web.archive.org/web/20140427211643/http://www.nesdb.se/game_more.php?id=330&rid=1. Läst 27 april 2014.